# Ludwig Peterson
Johan Ludwig Peterson, född 30 juni 1853 på Hästryd, Frinnaryd, Jönköpings län, död 21 januari 1931, var en svensk arkitekt. Han var far till Bruno Rolf och Lisa Rolf.

## Utbildning
Peterson studerade i Stockholm vid Kungliga Tekniska högskolan 1871–1872 och vid Konstakademien 1873–1880, då han fick den kungliga medaljen. Därefter gjorde han 1881–1883 på statsstipendium en studieresa till Frankrike, Spanien, Italien, Österrike och Tyskland. Åren 1880–1904 var han arkitekt i Överintendentsämbetet, var 1884–1886 biträdande lärare i husbyggnadskonst vid Tekniska högskolan, statens kontrollant vid den nya Operan 1891–1898 och vid Visby domkyrkas restaurering 1900–1901 samt från 1897 ledamot av Konstakademien.

## Liv och verk

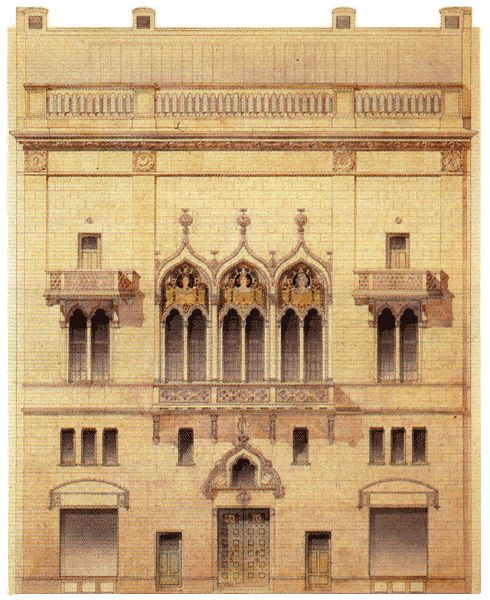
Ritning till Konstnärshuset, 1897–1898.

Redan i sina första byggnader anslöt sig Peterson till den moderna arkitektskolan, som fordrade äkta material och frihet från ornamentik. Hans byggnader utmärks dessutom av god plandisposition och av på samma gång självständighet och ändamålsenlighet. Till hans tidiga arbeten hör Sveasalen (1886–1888), i morisk stil, senare uppbrunnen och ombyggd (byggnaden riven 1913), och det originella Höganäsmagasinet vid norra Blasieholmshamnen (1888–1889) av tegel i olika färger. Bland Petersons privathus står byggnaden Birger Jarlsgatan 2-4 främst (1892–1894), helt och hållet av sandsten och kalksten och med ett monumentalt uttryck. Han ritade även inredningen till restaurang Riche som invigdes där 1893.
Från 1895 utförde han Birger Jarls passage med biträde av Ture Stenberg, som gjorde ritning till fasaderna, och 1900 i samarbete med Erik Lallerstedt huset Birger Jarlsgatan 3-5 och det Bromska palatset vid Narvavägen, där han var planläggare och byggnadsledare. Konstnärshuset vid Smålandsgatan med en elegant spansk fasad uppfördes 1897–1898. Församlingshuset för Oscars församling ritade han 1905. Åren 1907–1912 uppfördes ett antal tegelbyggnader vid Kräftriket intill Brunnsviken efter Ludwig Petersons ritningar och för Veterinärhögskolans räkning.
Utanför huvudstaden uppfördes efter Petersons ritningar W. Wahrens kontors- och magasinsbyggnader i Norrköping (1891, i gotik av tegel), Lommaryds kyrka (1890–1892, romansk, i granit), kyrka vid Guldsmedshyttan (1893–1895, i tegel, baltisk gotik), Berguddens fyr (1895), Tekniska gymnasiet i Örebro (1897–1898, av kalksten, i engelsk gotik), Vetlanda kyrkas i ombyggnad (1903–1904) samt privatbyggnader och villor, bland annat arkitektens egen bostad på Lidingö (1910). 
Senare verk i Stockholm eller dess omgivningar är Kullskolan för Frimurarebarnhuset vid Kristineberg, där korridorsystemet är utbytt mot en centralhall med överljus, kring vilken lärosalarna är grupperade (1905–1906), vidare Strand hotell (1910–1912, byggt i anslutning till det bredvid belägna Höganäsmagasinet), Veterinärinstitutets komplex på norra Djurgården (fullbordat 1911) samt på Lidingö byggnader för Gustaf V:s och drottning Victorias stiftelse (Frimurarhemmet), där paviljongsystemet blivit använt i stället för den vanliga asyltypen (1911 ff.).
Peterson var mycket anlitad vid utredning av flera betydande byggnadsfrågor för statens räkning. Han utarbetade bl.a. planer för Tekniska högskolans nybyggnader, som lades till grund för pristävlingen 1912. Han blev 1913 byggnadschef i kasernbyggnadsnämnden. Peterson är begravd i kolumbariet i Norra kapellet på Norra begravningsplatsen utanför Stockholm.

## Verk i urval

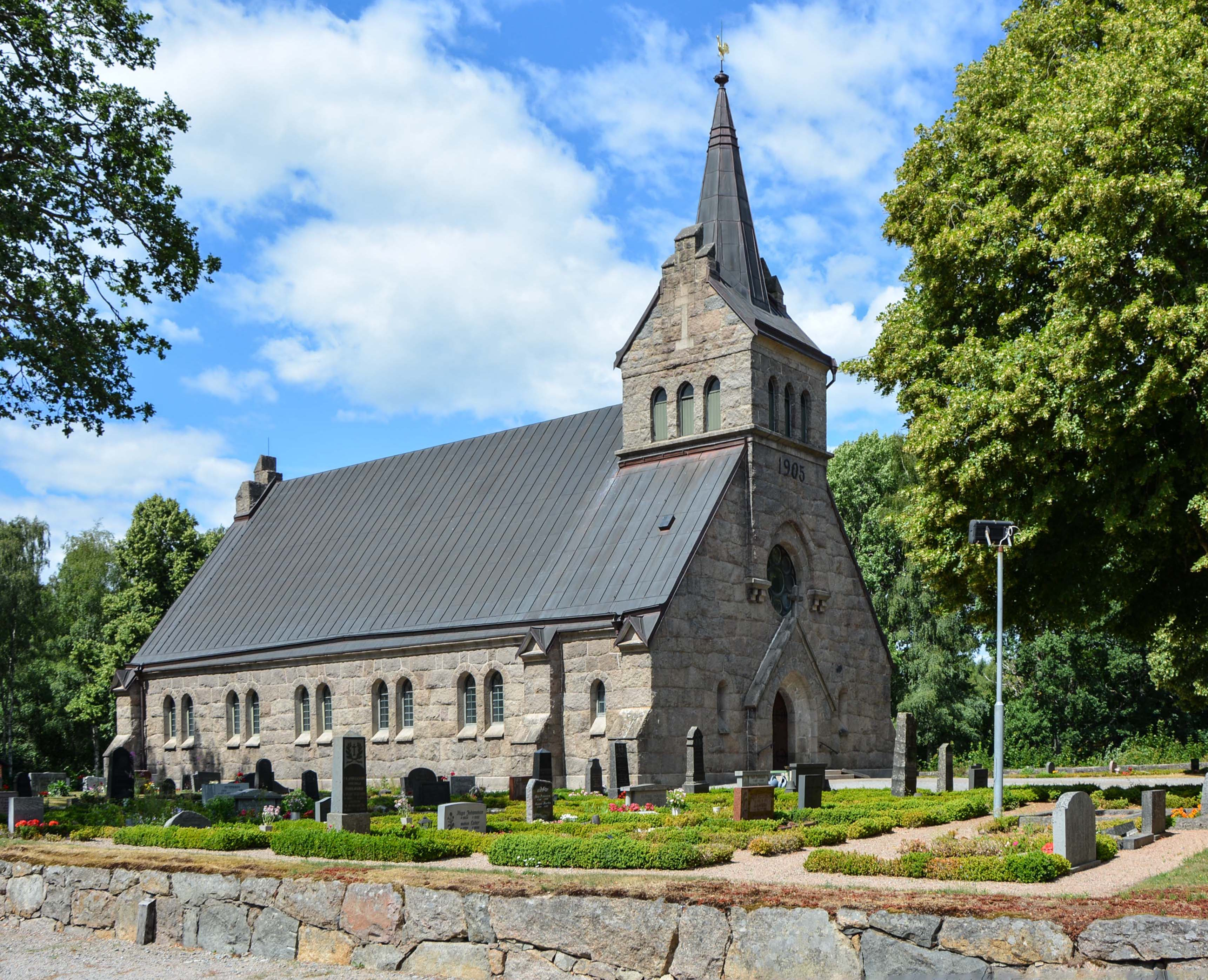
Flymens kyrka, 1905-1906.
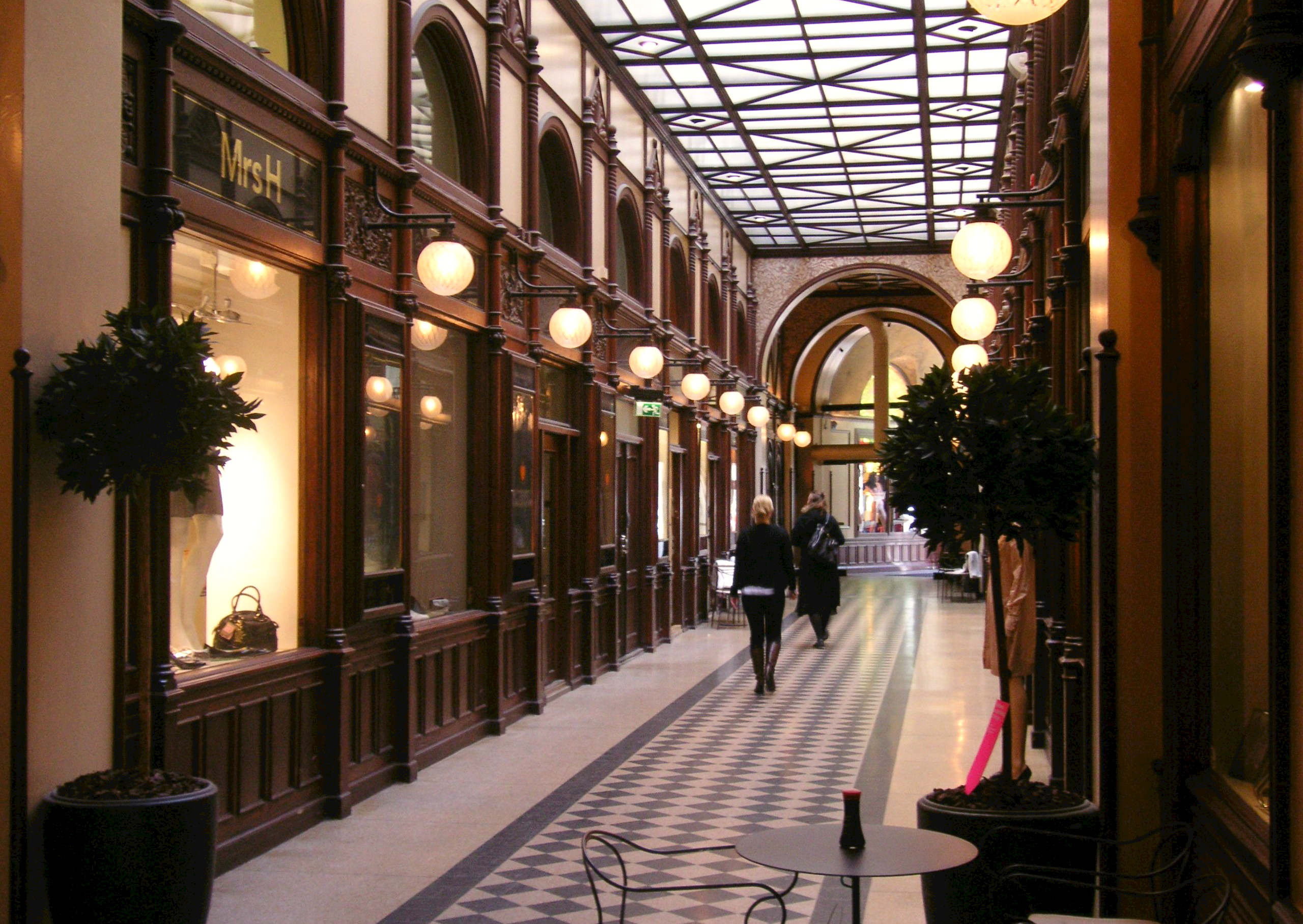
Birger Jarls passage, 1895.
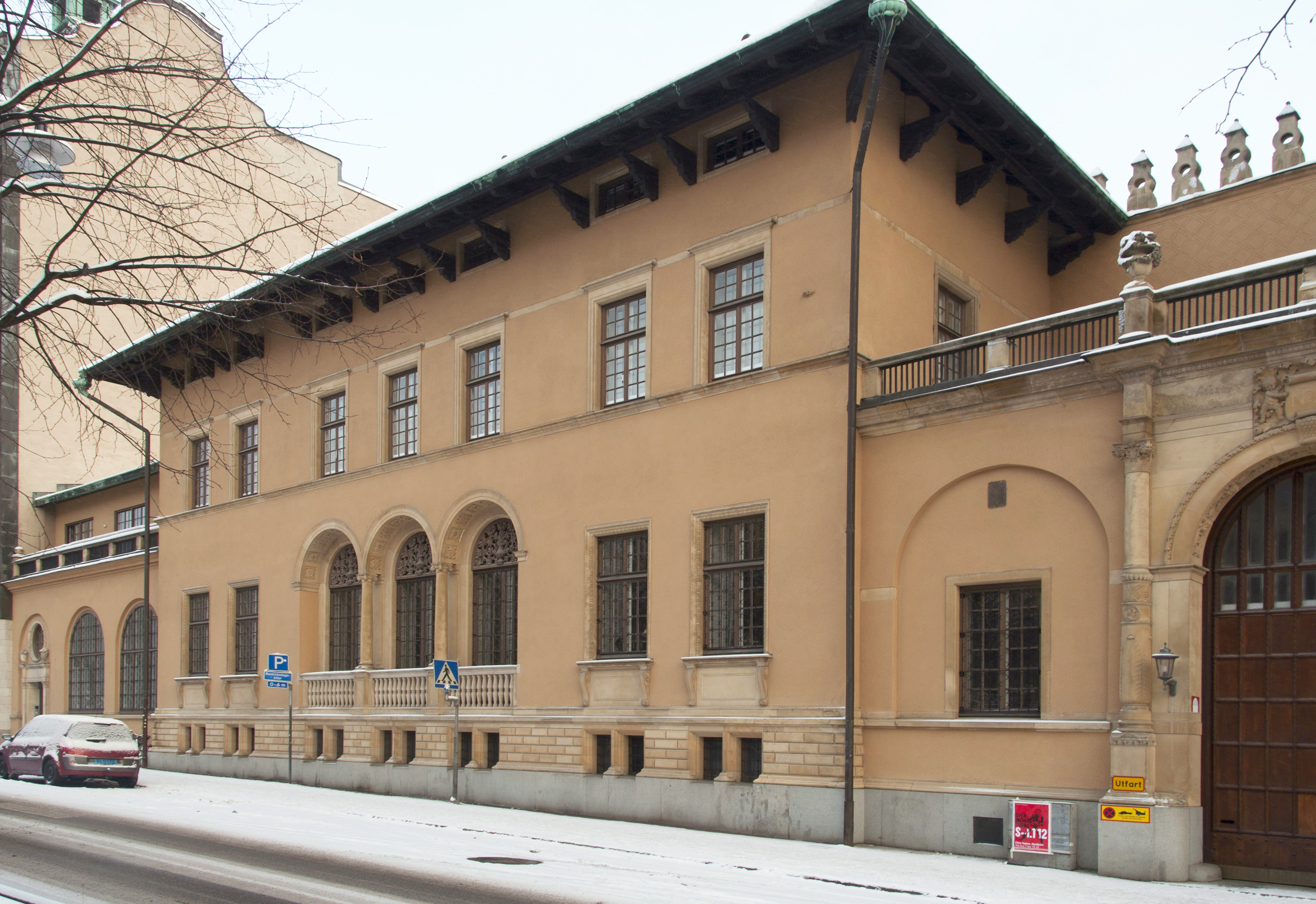
Bromska palatset, 1898–1900.
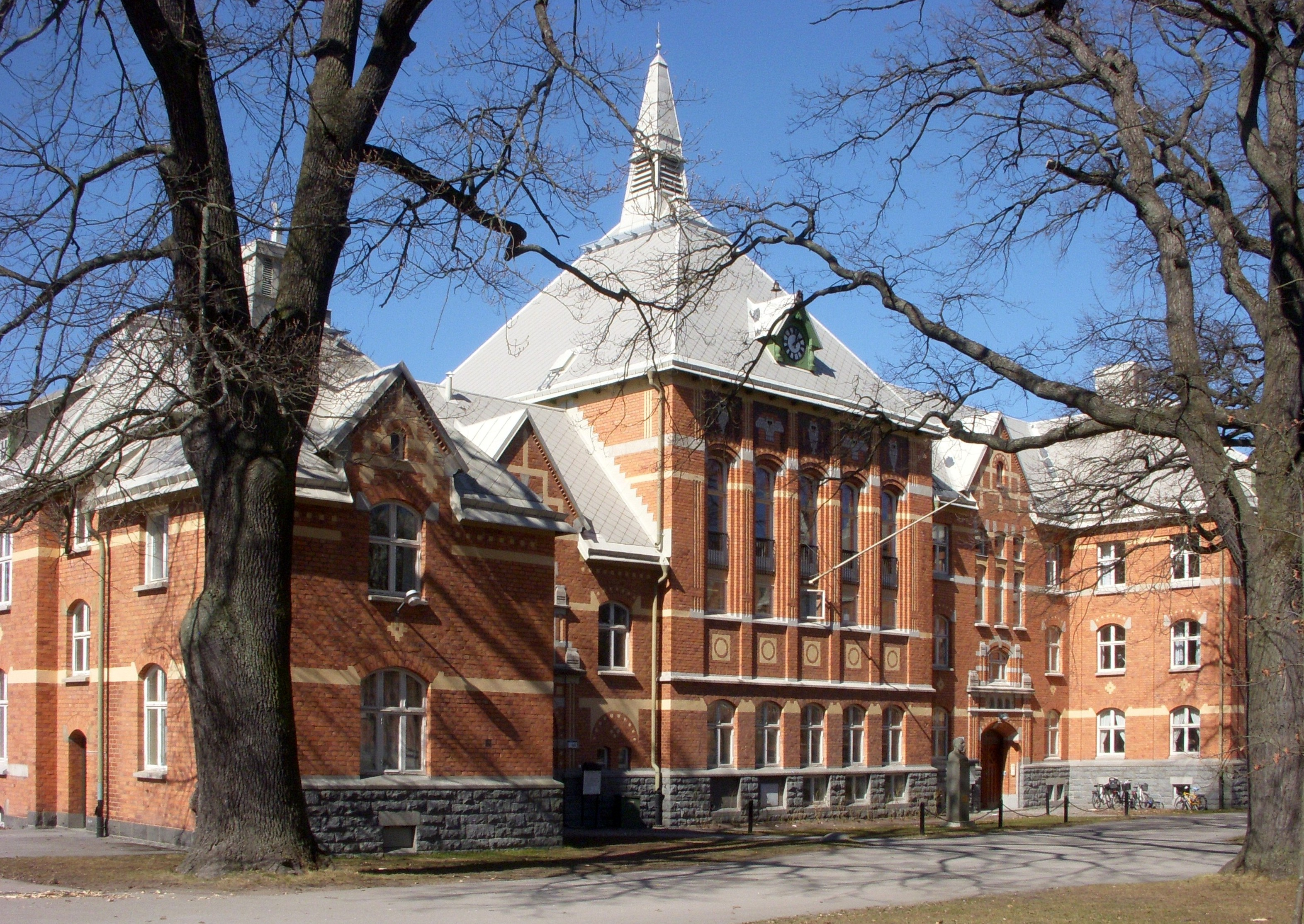
Veterinärhögskolan, 1907–1912.

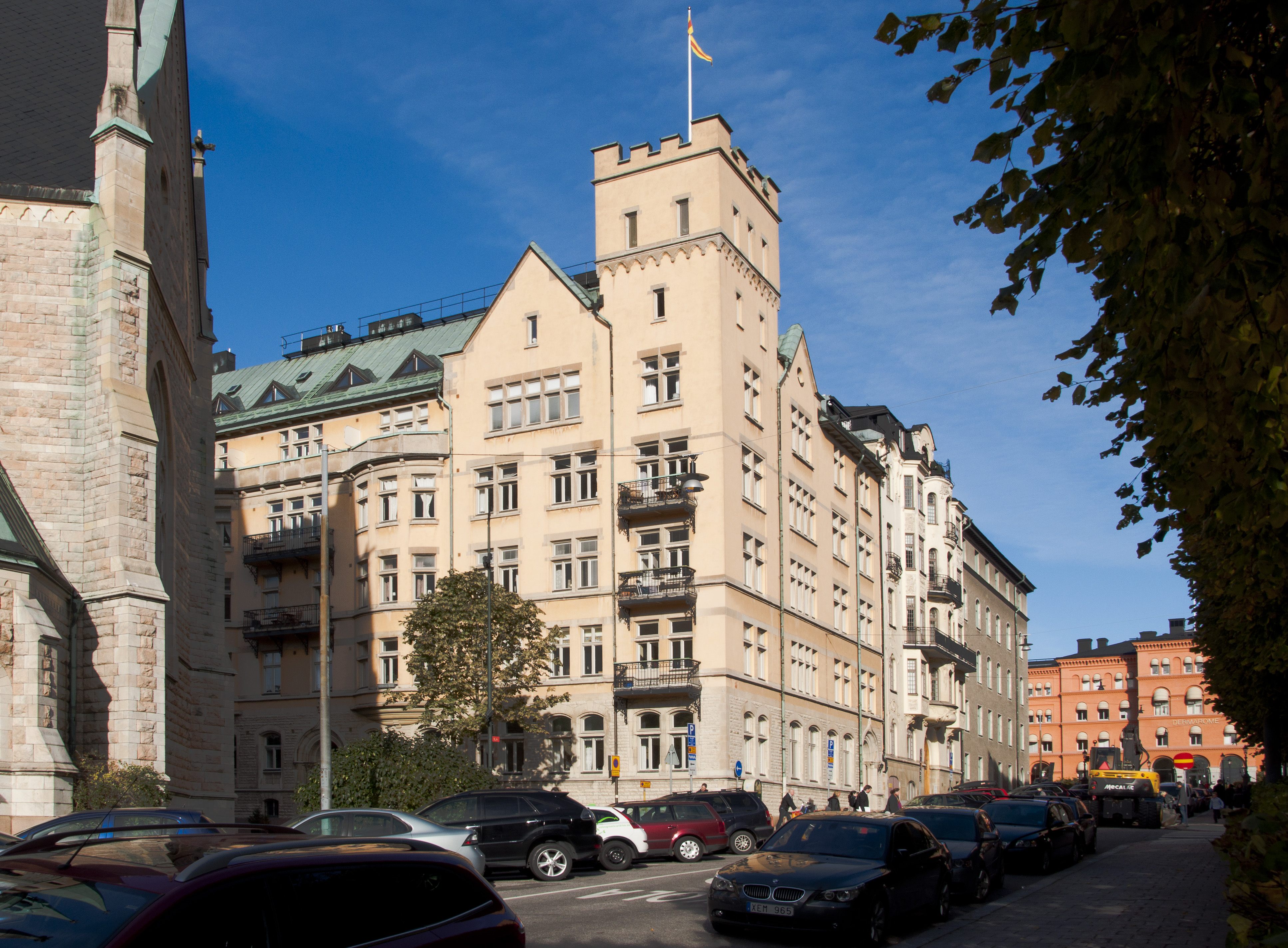
Oscars församlingshem, 1904–1907.
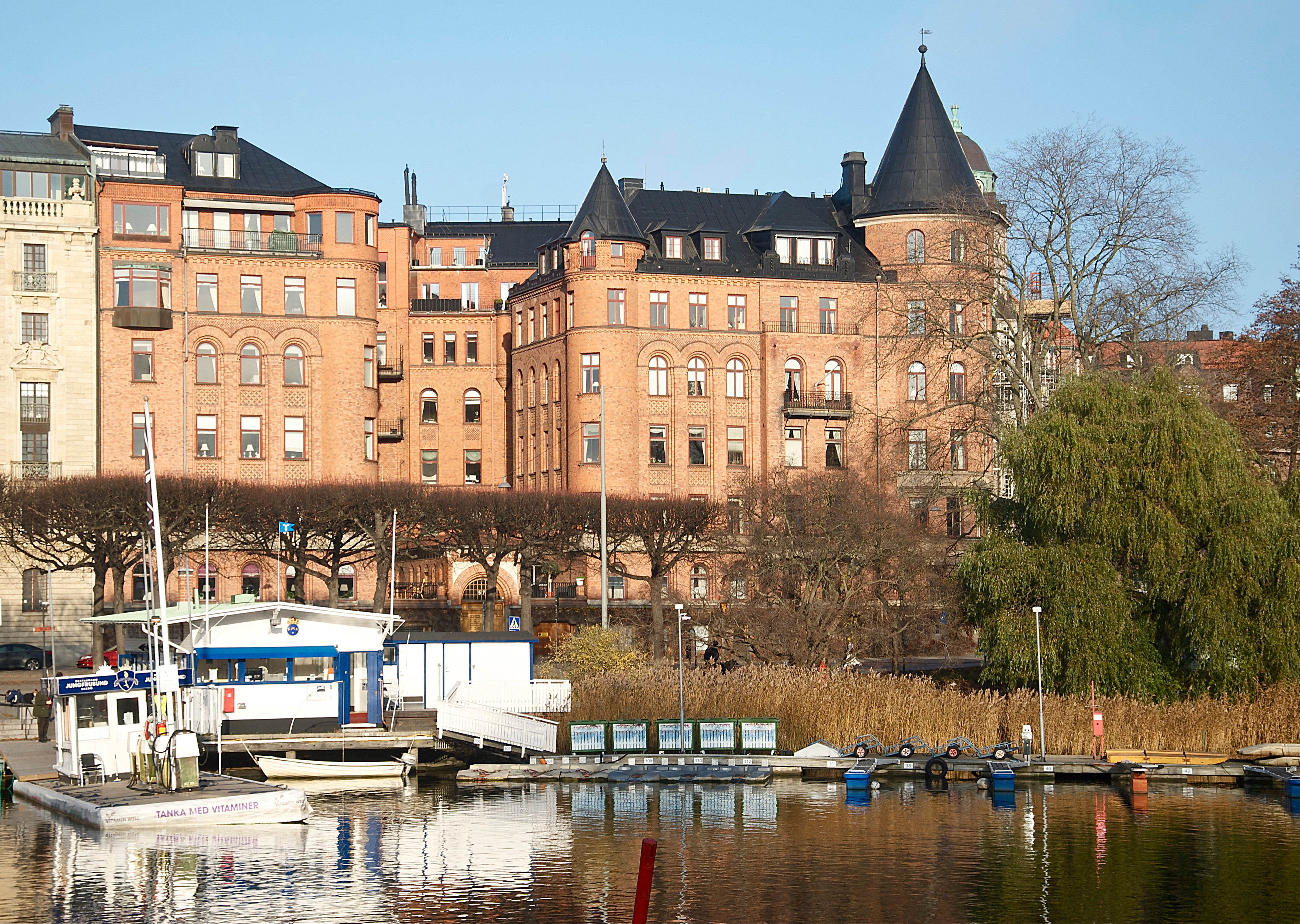
Bajonetten 7 (Strandvägen 57), 1895–1899.
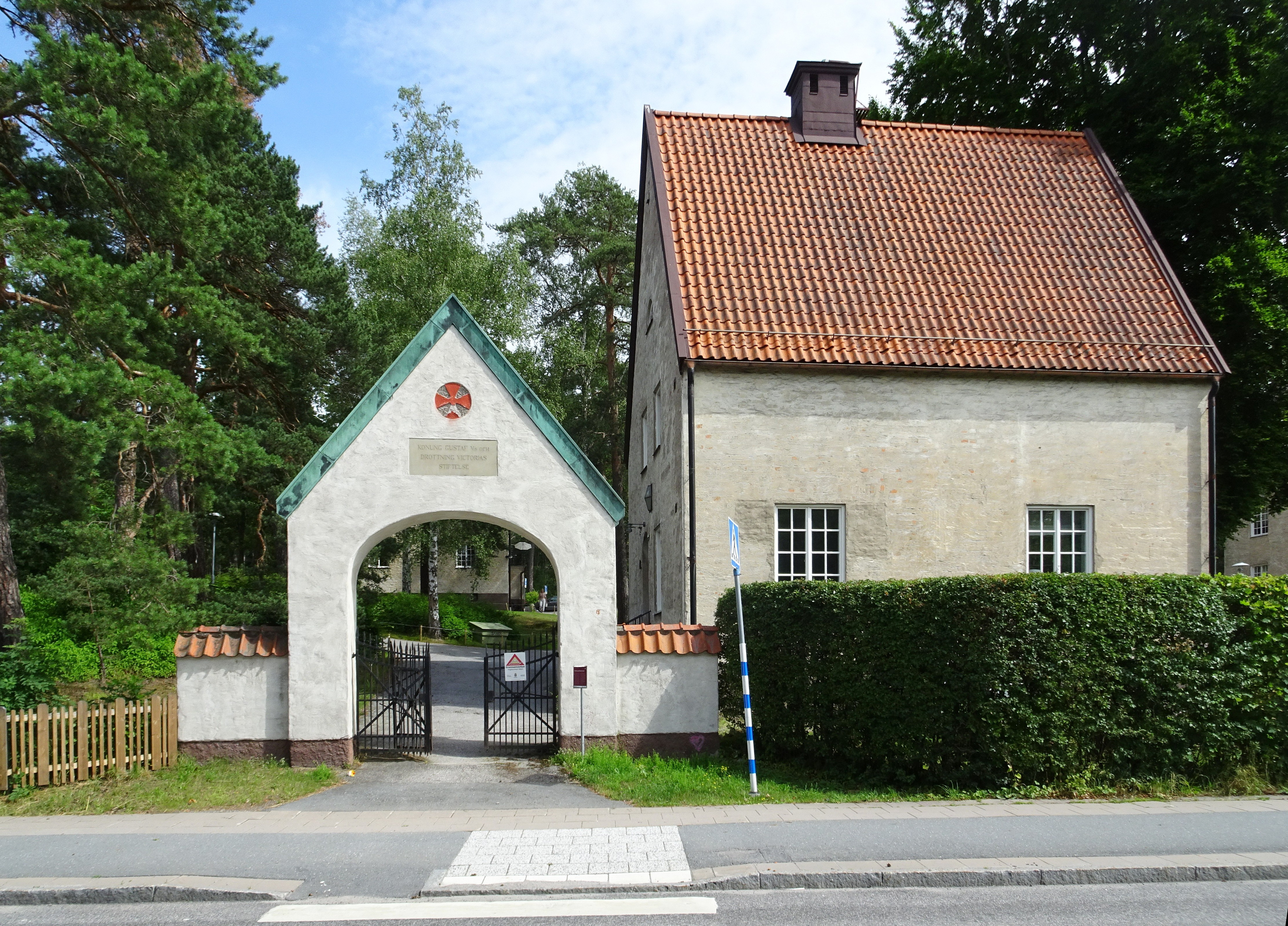
Frimurarhemmet, 1912.
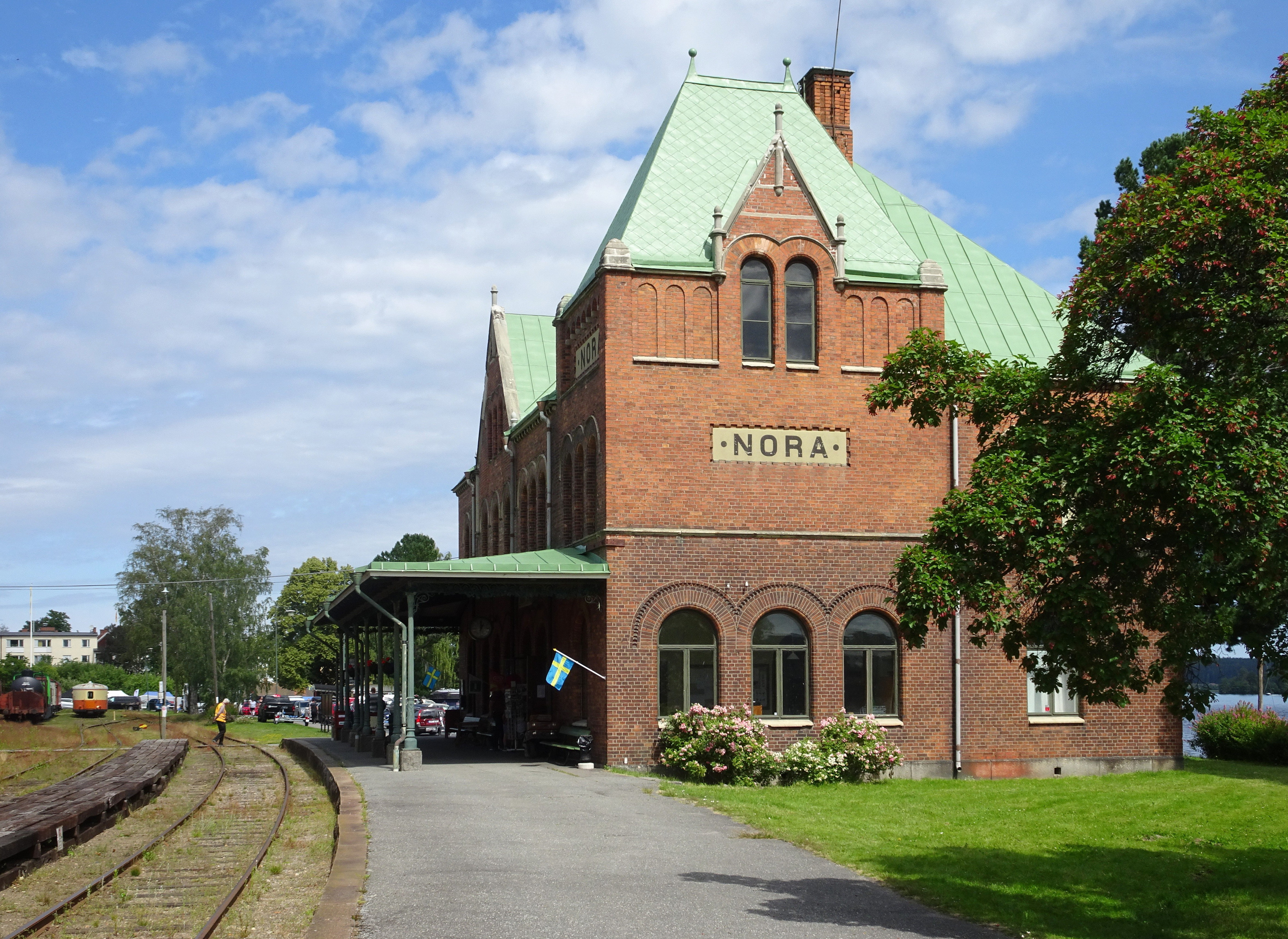
Nora station, 1898.